# Лі Рітенаур

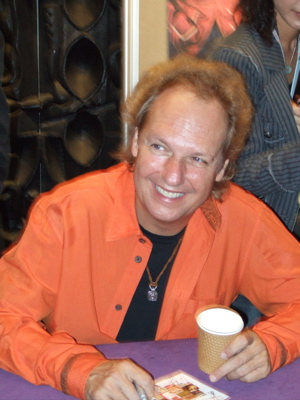
2007

Лі Мек Рітенаур (англ. Lee Mack Ritenour, | liː ˈmæk ˈrɪtənaʊr |, 11 січня 1952, Лос-Анджелес, Каліфорнія, США) — американський джазовий та сесійний гітарист, який з початку 70-х років є одним з лідерів у своїй галузі. Він записав більше ніж 40 альбомів, багато з його композицій уже стали класикою сучасного джазу.

## Біографія
Грати на гітарі Лі Рітенаур почав у віці восьми років, а коли йому виповнилося дванадцять, він вирішив зробити музику своєю професією. Батьки підтримували його наміри і він мав можливість навчатися у найкращих гітарних вчителів Південної Каліфорнії: Джо Паса, Барні Кесела, Дюка Міллера. У Торнтонській школі музики в Університеті Південної Каліфорнії він вивчав гру на класичній гітарі у Крістофера Паркенінга. Вчився також у Говарда Робертса.
Спочатку його цікавили еклектрогітари і з 15 років він грав у рок-гурті з назвою Esquires. Його першим студійним записом стала «сесія» з гуртом The Mamas & the Papas. Його дебютний альбом «Перша страва» (First Course) був випущений у 1976 році. Тоді ж за майстерне володіння гітарою Рітенаур отримав своє прізвисько «капітан Пальці». Пізніше, у 1977 році, він випустив альбом з такою назвою «Captain Fingers».

## Нагороди
- 1985 Премія Греммі
  - за найкраще аранжування або оркестрування — Early A.M. Attitude [Архівовано 7 вересня 2018 у Wayback Machine.]

## Лі Рітенаур у Львові
28 червня 2018 року гітарист Лі Рітенаур та піаніст і композитор Дейв Ґрусін разом з басистом Мелвіном Лі Дейвісом та ударником Весом Рітенауром виступили у Львові на «Леополіс джаз фест 2018» — восьмому міжнародному джазововому фестивалі, що тривав з 27 червня до 1 липня.

## Вибрана дискографія

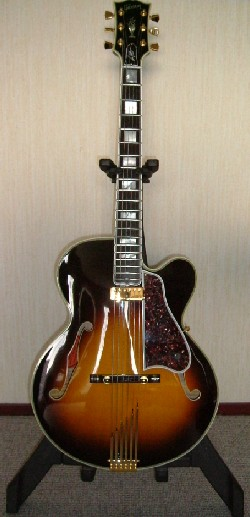
Гітара Лі Рітенаура Gibson L-5

- 1976 : First Course
- 1977 : Captain Fingers
- 1978 : The Captain's Journey
- 1979 : Rio
- 1981 : Rit
- 1986 : Earth Run
- 1987 : Portrait
- 1992 : Wes Bound
- 2005 : Overtime